# Pentapoli filistea

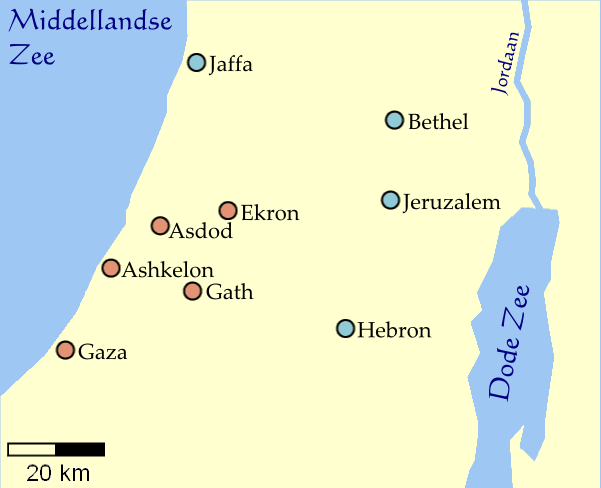
In rosso, le cinque città che, in epoca storica, costituivano la "pentapoli filistea"

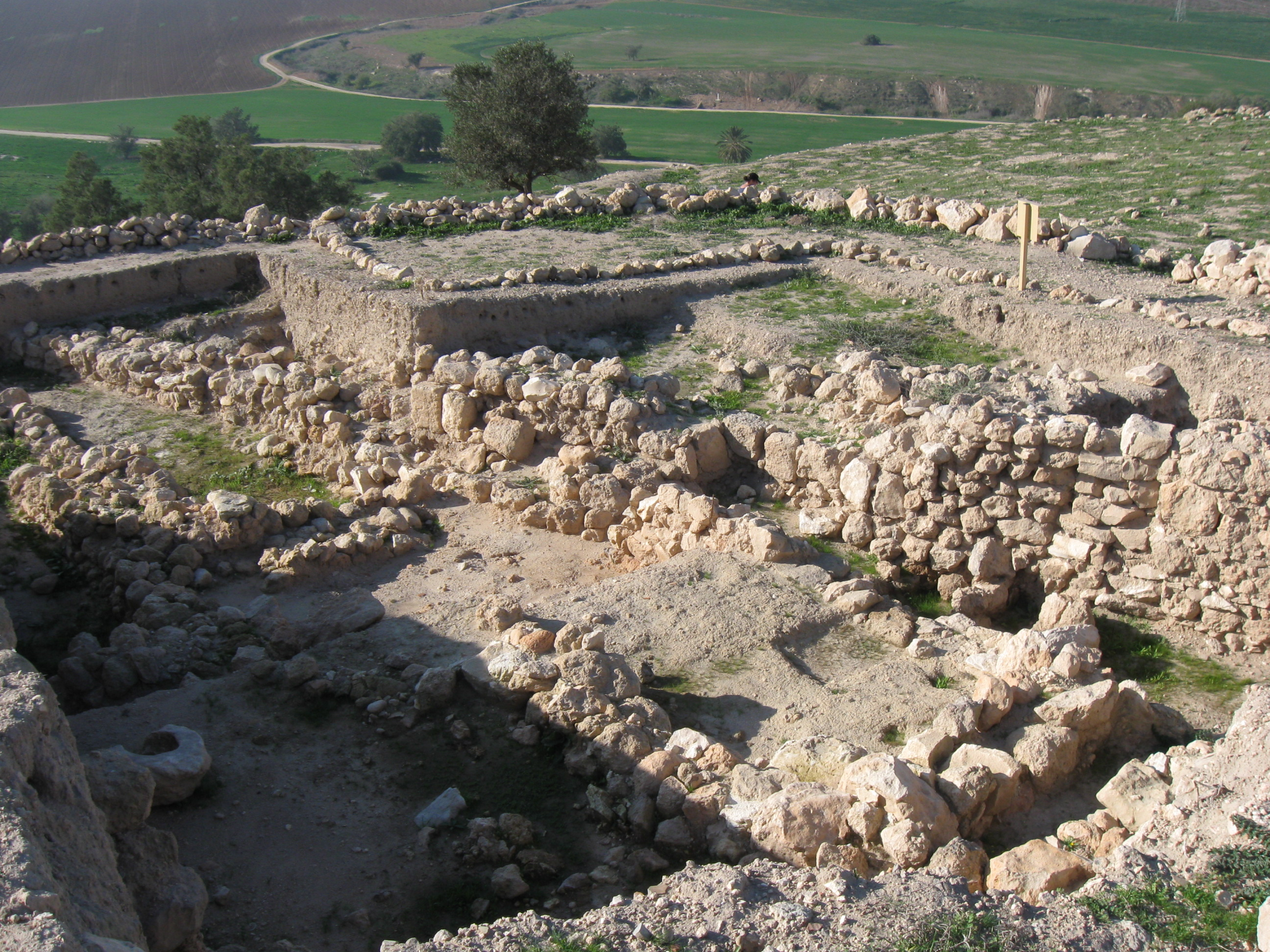
Sito archeologico della città filistea di Gat

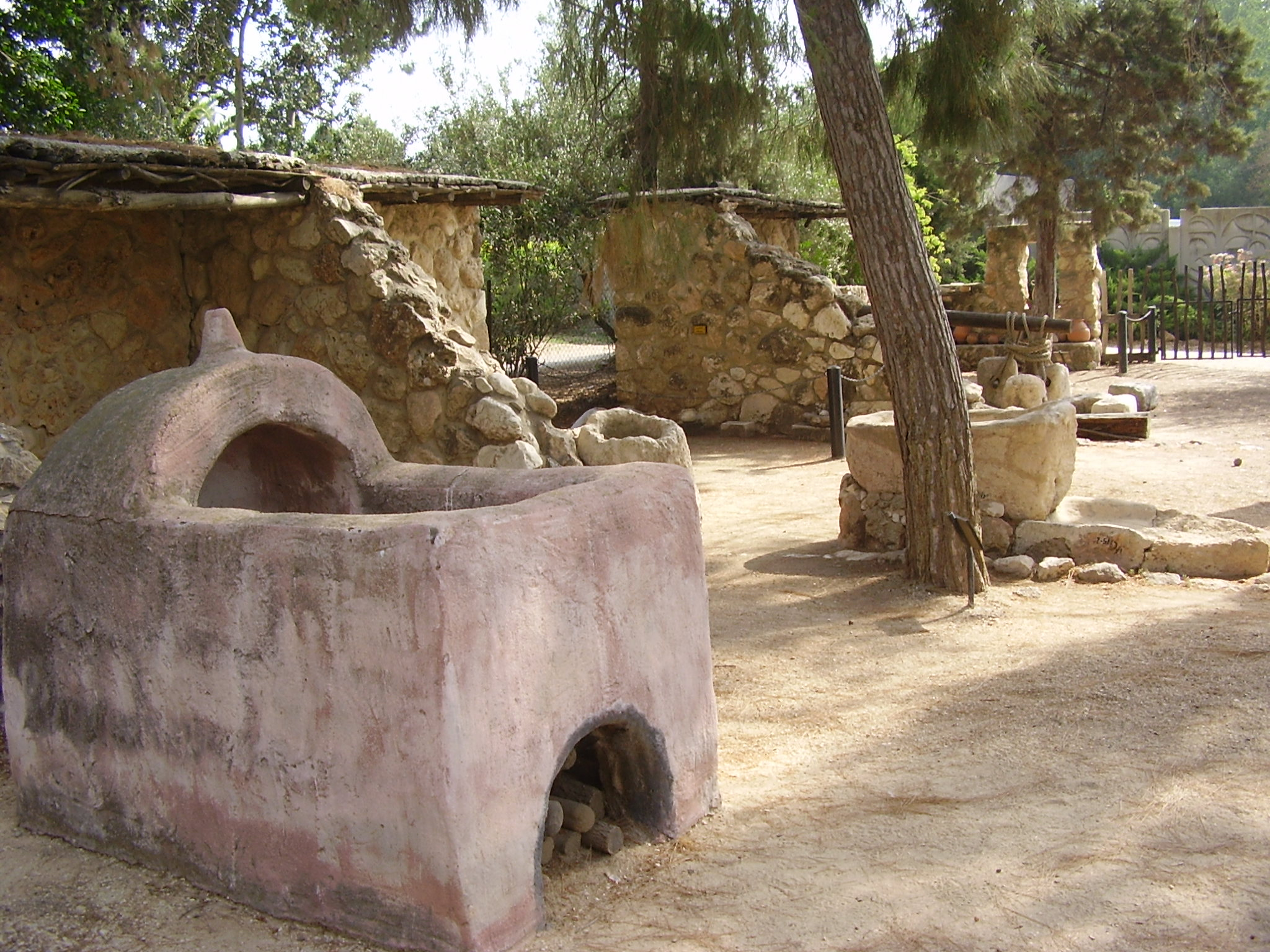
Ricostruzione di una strada filistea ad Ekron

Per Pentapoli filistea s'intendono le cinque città-stato che i Filistei fondarono sulle coste della Palestina insediandovisi: Gaza, Ascalona, Gat, Ekron e Ashdod.

## Storia
Un'opera egiziana redatta intorno al 1100 a.C., l'onomastico o "insegnamento di Anememope", documenta la presenza dei "Peleset" (Filistei) sulla costa palestinese, nei luoghi che la Bibbia descrive come abitati dai Filistei. Dopo la sconfitta subita dal faraone Ramesse III (regno 1186-1155 a.C.), infatti, questi ultimi, insieme ad altri Popoli del Mare, sarebbero stati autorizzati a stanziarsi in tale territorio, comunque sottoposto al dominio egiziano. Da quelle coste, i Filistei seppero estendere la loro influenza militare e commerciale su tutto il Mar Mediterraneo.
Si usa parlare di "Pentapoli filistea" per indicare il gruppo di cinque città-stato filistee più importanti (almeno secondo il giudizio della Bibbia), situato lungo il litorale e nell'immediato entroterra: Gaza, Ascalona, Gat, Ekron e Ashdod.
Benché la Bibbia collochi questa strutturazione politica all'epoca dei Giudici (XIII secolo a.C.), è più probabile che essa registri una situazione molto più recente, com'è dimostrato dal fatto che l'archeologia ha scoperto che il sito di Ekron si è sviluppato pienamente solo a partire dal VII secolo a.C.
Il dominio filisteo si estese poi verso l'interno ma furono ricacciati lungo la costa dalla dinastia davidica degli Ebrei. Dopo la conquista della Palestina da parte degli Assiri e la deportazione a Babilonia, era rimasta solo la denominazione geografica, anche se quel territorio faceva parte di quello che gli Ebrei chiamavano "Palestina delle genti", per il grande mescolamento etnico e culturale che vi aveva avuto luogo.
I dominatori romani conservarono il nome delle città della "Pentapoli", ora romana.

## Struttura
Le città filistee erano grandi insediamenti fortificati, posizionate in prossimità della costa in ragione della vocazione commerciale di quel popolo, dotate di mura in mattoni integrate da un terrapieno rivestito di mattoni e spesso turrito, costruite solitamente su preesistenti rovine dell'autoctona popolazione di Canaan scacciata dagli invasori. Lo strutturarsi di questi sofisticati impianti difensivi fu però questione di tempo: l'archeologia ha infatti rivelato che, al principio dell'insediamento filisteo, la città di Ashdod era priva di mura.

## Organizzazione politica
La Bibbia ci riporta che la città filistea era retta da un seren (plurale seranim), è una delle poche parole filistee superstiti, ed è stato messo in collegamento etimologico col termine greco tyrannos ("re"): è uno degli indizi che sostengono l'origine indoeuropea dei Filistei. Le cinque "metropoli" esercitavano il loro dominio sui piccoli centri (villaggi o città) limitrofi.
I filistei restarono una popolazione organizzata militarmente e, nei momenti topici, le cinque città della Pentapoli formavano il loro asse strategico.